# Хамфри Ланкастерский, герцог Глостер
Хамфри (Гемфри) Ланкастерский, герцог Глостер (англ. Humphrey, Duke of Gloucester, 3 октября 1390 — 23 февраля 1447) — представитель английской королевской фамилии.

## Обстоятельства рождения
Хамфри был четвёртым сыном Генриха Болингброка, впоследствии короля Англии, и Марии де Богун. Таким образом, он приходился братом Генриху V и Джону Бедфордскому. Имя Хамфри он получил в честь своего деда по материнской линии.

## Политическая деятельность
Уже в ранней юности младший сын короля был награждён орденом Подвязки. В 1414 году Хамфри получает титул герцога Глостера, а через год становится лордом-хранителем Пяти Портов и судьёй-на-выезде (в его ведении состояли дела, связанные с королевским лесом). Герцог участвовал в Столетней войне и даже получил ранение в битве при Азенкуре. В 1422 году он женится на Якобе Баварской и, тем самым, включается в споры о титуле графа Голландии. В 1425 году герцог Бургундии Филипп Добрый вызвал Хамфри на дуэль, но она не состоялась. Уже через несколько лет Хамфри и Якоба развелись. Тем временем коронованный брат Глостера скончался, и он становится регентом Англии при Генрихе Шестом. После смерти герцога Бедфорда в 1435 году он также до конца жизни являлся наследником престола. Период регентства был неспокоен, так как влиятельная партия кардинала Бофора, к которой впоследствии присоединились жена Генриха VI Маргарита Анжуйская и её фавориты, требовала заключения мира с Францией. В 1441 году по подозрению в колдовстве была арестована Элеанора Кобем, жена герцога, а через шесть лет и сам он был обвинён в измене, заключён под стражу и скончался от удара в Суффолке. По слухам, Хамфри был отравлен.

## Потомство
Единственная дочь герцога и Элеоноры, Антигона, вышла замуж за Генри Грея, 2-го графа Танкервиля. Правнуком герцога был знаменитый разбойник Хамфри Кинастон.

## След в культуре
Известно, что Глостер был большим меценатом: выписывал книги и учителей из Италии, покровительствовал поэту Джону Лидгейту и историку Джону Капгрейву. Библиотека герцога находится в Оксфорде. Кроме того, он выстроил дворец Плацентия в Гринвиче, где впоследствии родилась Елизавета I (разрушен в ходе гражданской войны).
В народном сознании Хамфри «Добрый» является выдающимся государственным и военным деятелем, защитником Англии от французских супостатов и придворных интриганов. В таком идеализированном виде он появляется у Шекспира в «Генрихе VI».

## Обеды герцога Хамфри
Герцог был похоронен в Херефорде (могила отреставрирована в 2000 году на средства английских масонов). Тем не менее, простолюдины, любившие его, считали, что его останки покоятся под плитой старого собора св. Павла (в реальности там был погребён Джон Гонт). Во времена Елизаветы I вокруг могилы в обеденный час прогуливались нищие дворяне, которым нечего было есть. С тех пор выражение «to dine with Duke Humphrey» означает «остаться без обеда».